# Manuel Minuesa de Lacasa
Manuel Minuesa de Lacasa (Saragozza, 21 giugno 1816 – Madrid, 10 luglio 1888) è stato un tipografo e editore spagnolo operante a Madrid nel XIX secolo.

## Biografia
Manuel Minuesa de Lacasa, alias Minuesa de la Casa, nato a Saragozza, si trasferisce molto presto nella capitale spagnola, dove si dedica all'attività di tipografo. Nel 1836 sposa la madrilena Joaquina de los Rios e nel 1847 fonda insieme ad Antonio Martínez la tipografia Señores Martínez y Minuesa, stabilita in calle de la Cabeza al numero 34.
La società prospera, finché viene sciolta alla fine del 1851 per impiantare una tipografia in calle de la Cabeza n. 40. Nello stesso anno, Mineusa sposa in seconde nozze María Encarnación Picaza y Marina, essendo rimasto vedovo nel giugno precedente.
Sul finire della degli anni 1850 sposta il suo stabilimento in calle Valverde n.5 a Madrid e intanto evolve la sua attività da tipografo a editore, iniziando a pubblicare romanzi storici di cui spesso possedeva anche i diritti.
Nel 1861 l'espansione della sua attività gli impone di comprare l'edificio al n. 9 della calle de Januelo che si compone di cinque piani. Sarà la sede definitiva della tipografia Stampa di Manuel Minuesa. Nel piano nobile risiede con i suoi familiari, mentre dedica il resto ad alloggi in affitto dove abitano anche alcuni impiegati della tipografia fino al 1870.
Nel 1862 si associa a J. Reche e A R. Fernández de las Cuevas fondando la società Reche y Compañía, dedicata al commercio del legno e nel 1867 con quest'ultimo si associa di nuovo per ampliare gli affari della tipografia firmando importanti contratti per la concessione di stampa e diffusione dei loro prodotti con la Compagnia della Ferrovia di Madrid, Saragozza, Alicante e della Spagna settentrionale. Si dedica anche al commercio delle attrezzature tipografiche
Alle attività di tipografo, editore e commerciante affianca anche quella del prestito sottoscrivendo crediti ipotecari che gli procurano un veloce arricchimento approfittando della legge di confisca dei beni sia civili che ecclesiastici promossa da Madoz del 1º maggio 1855.
Nel 1872 fece parte del governo municipale di Madrid, partecipò alla Commissione permanente incaricata di Polizia Urbana, e fu responsabile unico del Commissario di illuminazione pubblica di Madrid.
Nel 1873 Manuel Minuesa de Lacasa si associa al tipografo e editore José María Marés la tipografia di calle de Januelo si converte così in un centro diffusore della cosiddetta letteratura di cordel, ossia poemi popolari. Insieme perseguono anche la lucrosa attività del prestito ipotecario.
Manuel Minuesa de Lacasa muore a Madrid nel 1888 e i figli Manuel, Emilio e Tomas continuarono la sua attività.

## Famiglia
Manuel Minuesa de Lacasa sposa in prime nozze Joaquina de los Rios il 3 marzo 1836. Dal matrimonio nacquero:
- Manuel Minuesa de los Rios (Madrid, 7 settembre 1836 – Madrid, 17 maggio 1891[7]), tipografo e editore a Madrid, era sposato con Agustina Rodríguez Estremera y Marín, morta a Madrid il 17 maggio 1915[8], senza discendenza essendo la loro unica figlia morta il 15.12.1886[9].
- Tomás Minuesa de los Rios (Madrid, 13 settembre 1839 – 10.7.1902[10]), tipografo e editore a Madrid, era sposato con Antonia Bel y Madrigal (... – Madrid, 7 marzo 1902[11]). Dal matrimonio nacquero: Joaquina, Manuel, Antonia, Agustín e Eduardo[12] I figli proseguirono la sua attività con il nome "Imprenta de los hijos de Tomás Minuesa de los Rios".
- Lucio Antonio Minuesa de los Rios (Madrid, h. 1849 – ...), l'unica notizia che lo riguarda è la vendita giudiziaria della casa sita in via San Bernardo n.106, a Madrid, stimata 62.537,92 pesetas a favore di Pablo Martínez y Gonzalez.[13]
- Emilio Minuesa de los Rios (Madrid, 1850 – Madrid, 3 settembre 1912), tipografo e editore a Madrid, sposato con Martina Luengo ebbe sei figli e altri quattro con Carmen Peña dopo essere rimasto vedovo[12].

Manuel Minuesa de Lacasa dopo essere rimasto vedovo nel giugno del 1850, sposa Maria Encarnación Picazo Marina (Madrid, 20 novembre 1818 – Madrid, 24 gennaio 1882) l'11 dicembre 1851; dal matrimonio nacque:
- Eloisa Minuesa Picazo (Madrid, 1852 - Madrid, ?...) sposò il tipografo Jesús Gracia y Andrade da cui divorziò nel 1887[15][16].
- Joaquín Minuesa Picazo (Madrid, 20 maggio 1865 – ...) cattedratico della facoltà di diritto.

## Dinastia di tipografi
Alla morte di Manuel Minuesa di Lacasa avvenuta a Madrid il 10 luglio 1888, suo figlio Manuel Minuesa de los Rios prosegue l'attività del padre nella propria tipografia della calle Miguel Servet, n.13, fondata da lui nel 1880, mentre Joaquín eredita i diritti di autore dei "pliegos di cordel" che vende nel 1896 alla società mercantile Hernando y Compañía. Anche i suoi fratelli Tomás ed Emilio sono tipografi e editori a Madrid.
Alla morte di Manuel Minuesa de los Rios nel 1891, la tipografia passa alla sua vedova Agustina Rodríguez Estremera y Marín fino alla morte di questa nel 1915 senza successori diretti. Sotto il nome di Figli di Emilio Minuesa de los Rio, l'attività di tipografo è stata continuata fino al 1980 nella calle dei Toledo, n. 24 a Madrid.

## Titoli pubblicati
- Descripción de la cañada Leonesa, da Valdeburón a Montemolín 1856;
- Descripción de la cañada Segoviana, da Carabias alla valle dell'Alcudia 1856;
- Descripción de la cañada Soriana, da Yangiuass alla valle dell'Alcudia 1857;
- Descripción de la cañada di Conca, da Tragacete e Peralejos alla valle dell'Alcudia, al campo di Calatrava e Linares 1860;[17]
- Dizionario del diritto civile aragonese, di Manuel Dieste e Jiménez 1869;
- Avventure di un pilota nel golfo di Guinea, di Antonio Quesada che pubblica sotto lo pseudonimo di Donacuige o Donaquige 1886.

### Periodici
- La Zarzuela (Madrid, 1856) periodico di musica, teatro, letteratura drammatica e arte.